# Hamlets
Hamlets（源自于IBM Servlet-based Content Creation Framework）是一个专长于自动生成Web网页的开源系统，其开发者为IBM研发工程师Rene Pawlitzek. Hamlet 在本质上是servlet的一个扩展，可读取使用包含SAX表达的XHTML模板文件，并依据该模板自动添加显示内容到模板定义的位置和格式（使用特定的tags 和IDs以及一些回调函数）。Hamlets还提供一个模板编译器，可用于提速。
Hamlets是一个易学易用，简洁强大，基于servlet的内容创建的平台，可极大提高Web开发人员的效率。Hamlets不仅仅支持Web内容和显示的有效分割，并且强化了其分割，十分利于网站的更新和维护。